# Герберт Спенсер
Ге́рберт Спе́нсер (англ. Herbert Spencer; 27 квітня 1820, Дербі — 8 грудня 1903) — англійський філософ і соціолог вікторіанської епохи британського індустріалізму, один з родоначальників еволюціонізму, ідеї якого були дуже популярними наприкінці XIX століття, засновник органічної школи в соціології, ідеолог лібералізму, адепт захисту природних прав людини, критик утилітаризму. Остаточно затвердив в науковому обігу термін «соціологія». Його соціологічні погляди є продовженням соціологічних переконань Сен-Сімона і Конта, певний вплив на розвиток ідеї еволюції зробили Ламарк і Бер, Сміт і Мальтус. 

З ім'ям Герберта Спенсера пов'язують два підходи до розгляду суспільних явищ:
1. Розуміння суспільства як організму, подібного до біологічних, який керується тими ж законами організації, функціонування та розвитку.
2. Вчення про всезагальну еволюцію, що розповсюджується на неорганічний, органічний та надорганічний (соціальний) світ.

## Біографічні відомості
Народився 27 квітня 1820 року у Дербі (графство Дербішир) у родині шкільного вчителя. Був найстаршим з дев'яти дітей, всі вісім інших його братів і сестер померли в дитинстві.
Його батько Джордж Спенсер і мати Харрієт були прибічниками квакерів, симпатизували утилітарному радикалізму, були антиклерикалами та дотримувались анархічних поглядів.
Джордж Спенсер дав синові домашню освіту, що складалася з основ математики, природознавства, історії та англійської мови. У 13 років в місті Бат біля Лондона Спенсер вивчав канцелярську справу в дядька, який заклав у ньому філософський підхід до природознавства.
Відмовився від навчання у Кембриджському університеті. З 16 років працював інженером-будівельником на залізницях Лондона та Бірмінгема.
Займався вивченням копалин, видобутих під час будівництва залізничних шляхів. Для вивчення геології та палеонтології придбав копію «Принципів геології» Чарльза Лаєлла. Ця праця містила спростування теорії Ламарка про походження людської раси з нижчої, та стала підґрунтям еволюціоністських поглядів Спенсера.

Після звільнення з залізниці Спенсер захоплюється журналістикою та політологією, розпочинає свою літературну кар'єру. 

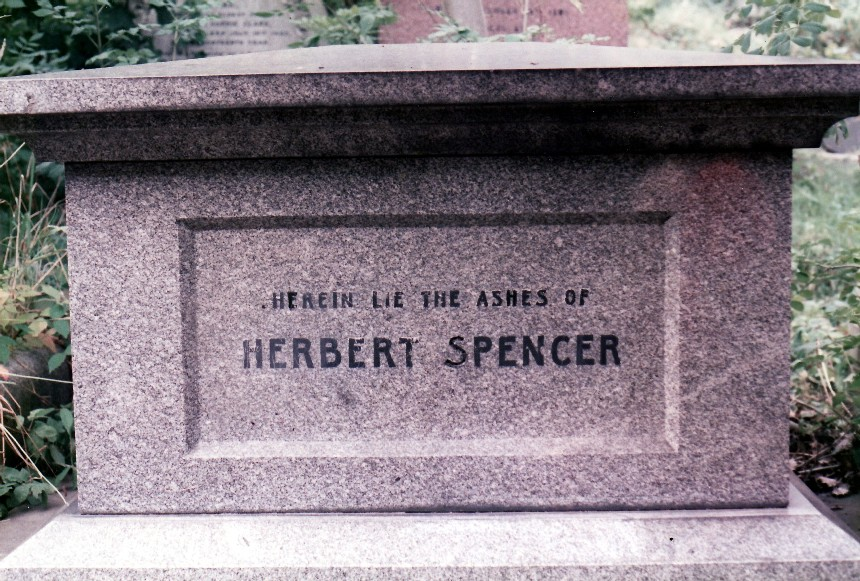
Могила Герберта Спенсера на цвинтарі Хайгейт

З 1845 до 1853 працював у впливовому на той час фінансовому тижневику для представників середнього класу —The Economist. З 1848 року стає його співредактором. 

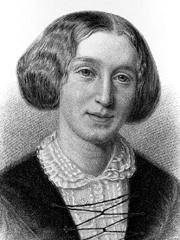
Джордж Еліот, гравюра

 Спенсер публікував численні статті в радикальній пресі того часу (The Westminster Review), в яких наполягав на обмеженні ролі уряду як посередника в суспільстві. Він виступав за секуляризацію, скасування законів про бідних, народної освіти, наполягав на знятті всіх обмежень щодо комерції і фабричного законодавства.
Мав соціальні зв'язки з Томасом Гакслі і Джоном Тіндалєм.
У 1883 році Спенсер був обраний членом філософської секції Французької академії моральних і політичних наук.
Був номінований на Нобелівську премію з літератури в 1902 році, однак, відмовився її отримати.
Помер 8 грудня 1903 року після тривалої хвороби. Похований на кладовищі Хайгейт поруч з Джордж Еліот і Карлом Марксом.

## Особисте життя
У офісі видавництва журналу The Westminster Review (вул. Стренд, 142, Лондон) Спенсер вперше зустрівся з асистенткою головного редактора Джона Чапмена — Маріан Еванс, пізніше відомою як Джордж Еліот. Вони мали близькі стосунки, думали про шлюб, проте не уклали його.

## Основні праці
Перша наукова праця Герберта Спенсера — «Соціальна статика, або умови, необхідні для людського щастя», в якій розглядаються питання свобод людини і ідеалів різних ступенів соціальної динаміки, — була опублікована в 1851 році.
В подальшому він намагався створити певну «суму наук», яку називав «Система соціальної філософії». Основні розділи якої розроблялись ним в працях:
- «Основні начала»(1862) — містить обґрунтування непізнаваності реальності за допомогою наукового дослідження, висвітлено суть релігії як інструменту поклоніння непізнаваному. У цій праці викладено основи теорії прогресу, який Спенсер уважає універсальним та засадничим принципом для всіх сфер знання.
- «Основи біології»(1864, 1867,1898)
- «Основи психології», видана у 1855 році, в співавторстві з Джорджем Джей Льюїсом. У праці викладено фізіологічні основи психології та викладено фундаментальне припущення про підкорення людського розуму законам природи в рамках загальної біології. Проте ця книга зазнала суттєвої критики.
- «Основи соціології» (1898) — тритомна праця, у 1-му томі якої Спенсером викладена теорія соціології відповідно до того, як люди взаємопов'язані в межах громад, як ці соціальні струтктури розвиваються з плином часу; проаналізовано соціальні інститути сім'ї, шлюбу, їх складових елементів. У 2-му томі досліджено «церемоніальні» інститути та політичні інститути (з виокремленням їх особливостей у мілітарізованих і промислових типах суспільства). У 3-му томі Спенсер розглядає церковні, професійні і «промислові» (економічні) установи.
- «Основи етики» (1879) — праця з політичної філософії, в якій Спенсер провадить чітке розрізнення між фундаментальними правами (природними правами)на життя, свободу і власність і похідними або інструментальними «правами», що були штучно винайдені для створення політичних структур — «техніки» (механізму) для захисту та забезпечення основоположних прав. Таким чином, виборче право та представництво громадян в уряді є «технікою» — засобом захисту прав. Проте Спенсер вважав, що уряди у Великій Британії, Франції та США до 1880 р. не виконували свою представницьку функцію та втратили свою первинну мету захисту прав, обрали шлях етатизму, спрямованого на порушення прав багатьох заради блага правлячої меншості[8].
- «Соціологія як предмет вивчення» (1873)

## Вчення про еволюцію
У 1852 році Спенсер здійснив обґрунтування теорії біологічної еволюції у своїй статті, опублікованій на сім років раніше за публікацію праці Дарвіна «Походження видів». Теорія еволюції Спенсера розвинула теорію Ламарка про наслідування набутих ознак та безпосередній вплив зовнішніх чинників на розвиток організму. На відміну від Дарвіна, Спенсер заперечував можливість еволюції на основі розвитку характеристик самого організму та на простому принципі природного відбору. Він стверджував, що існує поступове ускладнення біологічних організмів, що призводить до їх самодостатності. Проте, еволюція за Спенсером має кінцеву теоретичну точку рівноваги, досяжної внаслідок взаємодії наслідків інтеграції та диференціації в процесі розвитку.
У статті «Гіпотеза розвитку» (1852) Спенсер, піддаючи критиці доктрину креаціонізму, наполягає на виникненні сучасних видів тварин і рослин внаслідок трансмутації. У цій праці слово «еволюція» було вжито лише один раз, а «еволюціонувати» двічі, проте поняття «еволюція» ще не вживалося Спенсером на позначення біологічної трансмутації видів.

У статті «Прогрес: закони та причини» (1857) Спенсер вперше виклав положення своєї концепції систематичної еволюції Всесвіту в цілому, і людського суспільства як його складової:
«Рух від простого до складного, шляхом послідовної диференціації, відбувається від ранніх змін Всесвіту, шляхом геологічної і кліматичної еволюції Землі; це виявляється у розвитку кожного організму на її поверхні, в множенні видів організмів; це проявляється в еволюції людства, як окремої особистості, так і в сукупності рас; знаходить свій прояв у розвитку суспільства, його політичних, релігійних та економічних інститутів; це видно в еволюції всіх нескінченних конкретних і абстрактних продуктів людської діяльності».
Спенсер вважав прогрес не штучним, не випадковим, а неминучим явищем: «Прогрес, таким чином, не випадковість, а необхідність. Цивілізація не є штучною, вона — частина природи, на всіх її стадіях: від розвитку ембріона або розгортання квітки».

## Органічна теорія походження держави
Спенсер є засновником теорії походження держави із світу природи шляхом переходу від органічної до неорганічної еволюції, що пов'язується із перетворенням людини як біологічного виду в людину як члена суспільства.
На думку вченого, формування системи соціальних інститутів є обов'язковою умовою переходу від дикунства до варварства і цивілізації. Обрядові соціальні інститути вже на стадії дикунства через систему освячених авторитетом предків норм і заборон (табу) слугували засобом регулювання відносин між людьми. У добу варварства відбувається утвердження інститутів влади і управління та перехід до племінного ладу. З появою політичних інститутів міжособистісна боротьба індивідів за існування всередині замкнених соціальних систем набуває форми зовнішніх конфліктів і воєн між автономними, внутрішньо структурованими соціальними організмами. Для утримання у покорі переможених створюються інститути ефективного примусу та контролю, внаслідок чого на етапі переходу від варварства до цивілізації виникає держава.
Згідно із органічною теорією Г. Спенсера, держава подібна живому біологічному організму, в основі функціонування якого лежать процеси диференціації і спеціалізації. Диференціація — розвиток держави з найпростішої політичної реальності до ускладненої, її подальше розростання і загибель. Спеціалізація полягає в об'єднанні індивідів у функціональні групи-органи, що здійснюють визначену, властиву їм функцію. Як наслідок, відбувається формування системи органів держави, що як  частини  живого організму спеціалізуються на певній функції в загальній цілісній системі.
Спенсер є прибічником магістральної лінії еволюції цивілізації від деспотичних
держав, заснованих на заборонах, насильстві та мілітаризмі до вільного
індустріального суспільства, яке ґрунтується на засадах науки й пацифізму.
Сучасна юриспруденція дотепер послуговується окремими елементами концепції Спенсера, зокрема у багатьох визначеннях держави як системи взаємопов'язаних спеціалізованих органів.

## Соціологія держави
Спенсер провадив чітке розмежування понять «держава» та «суспільство», що відрізняло його від багатьох ліберальних попередників.
Держава, за визначенням Спенсера, є «суспільство у прояві власної сили», а існування суспільств принципово різної природи зумовило виникнення відповідних держав із принциповими відмінностями.
За роллю системи органів державної влади в управлінні суспільством Спенсер поділяє держави на мілітарні, в яких особа повністю підпорядкована соціуму та його ієрархічній системі з примусом до колективної праці, і промислові, де
діяльність державних органів спрямована на забезпечення реалізації рівних прав і свобод індивідів в умовах добровільного співробітництва.
Спенсер розрізняв значення понять «держава» і «уряд.» Термін «уряд» він використовував на позначення будь-якого товариства, діяльність якого є унормованою: від «політичних і церковних урядів» до «урядів» промислових (гільдій і союзів). Уряд він трактує як « форму контролю», «політичну форму правління», що була сформована внаслідок існування імперативних норм співіснування, що створювали сталий режим міжособистісних відносин ще у найпримітивніших суспільствах, а їх виникнення було зумовлено природною необхідністю закріплення суспільних настроїв.

## Політична доктрина
Спенсер був представником лібертаріанства. У праці «Соціальна статика» (1851) ним висвітлено фундаментальний етичний принцип «рівної свободи», за яким «кожна людина може претендувати на повну свободу здійснювати свої права нарівні з іншою людиною». Відповідно до цього принципу фундаментальними є права на життя і свободу. З них виводяться права на приватну власність, добровільний обмін, свободу слова, пересування. Ці права мають абсолютний характер і не можуть бути обмежені навіть задля сприяння соціальним досягненням.
Спенсер піддавав критиці теорію суспільного договору: «Якщо кожна людина вільна робити те, що бажає, не порушуючи при цьому тотожну свободу будь-якої іншої людини, то вона вільна відмовитися від зв'язку з державою — відмовитися від пропонованих їй послуг захисту і бойкотувати виплати на їх забезпечення. Очевидно, що подібною поведінкою вона жодним чином не обмежує свободу інших людей, її позиція пасивна, а залишаючись пасивною — вона не може стати агресором. У той самий час вона не може бути примушеною до подальшої підтримки однієї з політичних корпорацій без порушення морального закону; бо громадянство передбачає сплату податків, а забирати майно людини проти її волі, є порушенням її прав»
Згідно з теорію невтручання основне призначення держави у Спенсера «не регулювати торгівлю; не просвіщати людей; не підтримувати релігію; не заохочувати благодійність; не будувати залізниці; а захистити природні права людини — захищати особистість і майно — для запобігання агресії сильних проти слабких — одним словом, здійснювати правосуддя. Вона не має робити менше: їй не можна дозволяти робити більше», Спенсер обстоював позиції захисту прав жінок (хоча пізніше змінив свої погляди). Він був прихильником профспілок і противником колоніалізму та імперіалізму.
Він виступав проти державної цензури та державної фінансової підтримки релігії.

## Історичні типи суспільств
Герберт Спенсер класифікував суспільства з точки зору стадій розвитку. Розмістив їх у наступному порядку:
- прості;
- складні;
- подвійної складності;
- потрійної складності.

(Класифікація за ступенем структурної складності).
Прості суспільства:
- ті, що мають керівника;
- з епізодичним керівництвом;
- з нестабільним керівництвом;
- зі стабільним керівництвом.

Складні суспільства та суспільства подвійної складності класифікував так само відповідно до складності їх політичної організації.
Аналогічним чином різні типи суспільств були класифіковані у залежності від еволюції характеру осілості:
- кочові;
- напівосілі;
- осілі.

Суспільства в цілому були представлені як структури, що розвиваються від простого до складного (проходячи при цьому через необхідні етапи). Етапи ускладнення та переускладнення мають проходити послідовно. Чим розвиненіше суспільство, тим воно складніше, тобто диференційованіше у структурному та функціональному планах. Герберт Спенсер підкреслював, що ступінь складності не залежить від військово — індустріальної дихотомії. Відносно недиференційовані суспільства можуть бути індустріальними, а сучасні складні суспільства — військовими.
Класифікація розміщує суспільство на шкалі складності структури та функціональної організації від «малого простого агрегату» до «великого агрегату». На початковому етапі суспільство характеризується переважанням безпосередніх зв'язків між індивідами, відсутністю спеціальних органів управління тощо. У «малому простому агрегаті» всі його частини схожі одна на одну, люди співпрацюють для досягнення однакових для всіх, закріплених групових цілей, управляючий центр відсутній (ранній «аналог» односегментної організації з механічною солідарністю за Дюркгеймом). Це — найпростіша система без підсистем (група, в якій відсутні відмінні підгрупи). У процесі розвитку формується складна структура, соціальна ієрархія, включення індивіда в суспільство опосередковано приналежністю до менших спільнот (рід, каста тощо). У складному суспільстві його члени входять у нього опосередковано, як елементи простих агрегатів з своїми «координуючими центрами» своєю чергою підкореним центру «більш обширного» агрегату. У складніших суспільствах кількість проміжних рівнів та підсистем відповідно зростає.

## Внесок в науку
Еволюційна теорія Спенсера призвела до виникнення ідеї «соціального дарвінізму». Це вплинуло на ранніх еволюційних економістів (Торстейн Веблен), та представників
расово-антропологічної школи (Вільям Ґрем Самнер).
Порівняно з Огюстом Контом Спенсер, спираючись на більший масив знань, розширив перелік наук, які він хотів охопити в своєму філософському синтезі. Він поділив усі науки на три групи:
1. Абстрактні науки (напр. логіка, математика).
2. Абстрактно-конкретні науки (напр. — механіка, фізика, хімія).
3. Конкретні науки (напр. астрономія, біологія, соціологія)

Філософію він визначає як найзагальніше знання, оскільки її узагальнення «охоплюють і об'єднують найширші узагальнення науки».
Останні роки життя
Спенсер присвятив зміцненню і запобіганню
неправильному тлумаченню його монументальної теорії
невтручання.